# Arcfiatalítás
Az arcfiatalítás egy kozmetikai kezelés, vagy kezelések sorozata, melynek célja, hogy fiatalabb megjelenést eredményezzen arcnak. Ez többféleképpen is elérhető, különböző műtéti és műtét nélküli eljárások is léteznek. Sebészeti beavatkozásokkal helyreállítható az arc szimmetriája, struktúrája, valamint a bőr elváltozásai. Ezzel szemben a sebészeti beavatkozás nélküli eljárások meghatározott mélységekben célozzák az arc struktúráját, és az öregedés vagy egyéb elváltozásoknak a szemmel látható jeleit kezelik a bőr felszínén (pl. ráncok, rugalmatlan bőr, hegek, pigmenthiány stb.).

## Kezelések különböző fajtái
- Plasztikai sebészeti beavatkozások
- Kémiai vegyületekkel történő kezelések (pl. botox)
- Kémiai vegyülettel történő feltöltések (pl. hialuronsav, kollagén)
- Lézeres kezelések
- Arcemelés (facelift)